# Гуревич, Михаил Иосифович

Мемориальная доска на Беговой улице, дом 17, скульптор Карен Саркисов, открыта 20.6.2012

Михаи́л Ио́сифович Гуре́вич (31 декабря 1892  [12 января 1893], Рубанщина, Суджанский уезд — 25 ноября 1976, Ленинград) — советский инженер-авиаконструктор, соруководитель ОКБ-155. Герой Социалистического Труда. Лауреат Ленинской премии и шести Сталинских премий.

## Биография

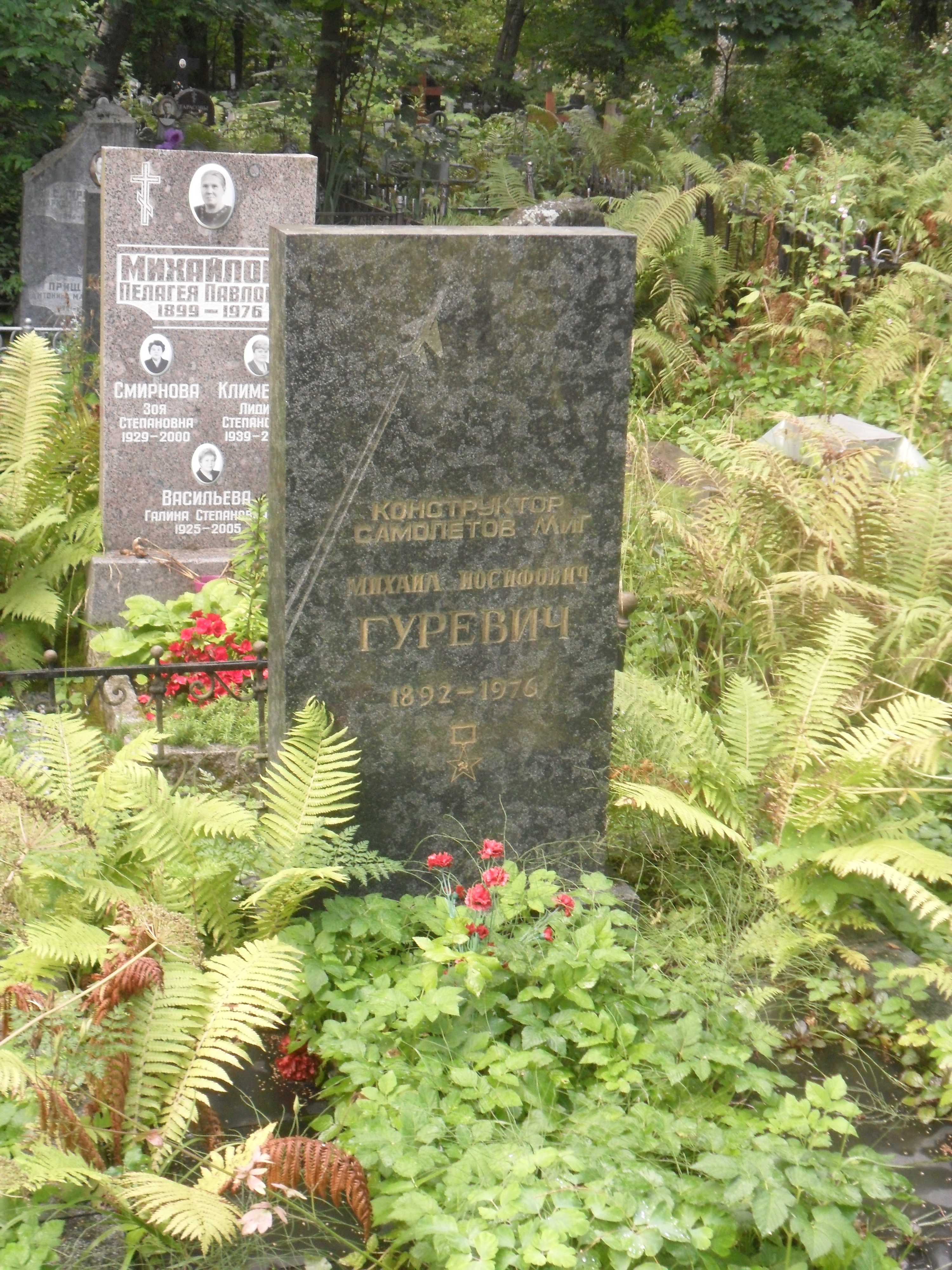
Могила Гуревича на Серафимовском кладбище Санкт-Петербурга.

Родился 31 декабря 1892 года (12 января 1893 года) в селе Рубанщина в еврейской семье. Отец, Иосиф Исаевич Гуревич, был механиком винокуренных заводов; мать, Анна Моисеевна, — домохозяйкой. Поступил в Ахтырскую гимназию, которую окончил с серебряной медалью. Поступил в Харьковский университет на факульт математики, но исключён после года обучения там. Вероятно за участие во Всероссийской студенческой забастовке, в феврале 1911 года поддержанной в Харькове. Тогда в Харькове арестовали 100 студентов. Забастовка отстаивала сохранение университетской автономии.
С 1912 года продолжил образование во Франции в Университете Монпелье, а после в Национальной школе аэронавтики и космоса в Тулузе, где его сокурсником был знаменитый французский авиаконструктор Марсель Блох (Дассо) (1892−1986). Летом 1914 года Гуревич навещал родину, когда началась Первая мировая война. Это прервало его образование во Франции.
С 1914 по 1916 год работал чертёжником в технических конторах Харькова.
В 1917 году поступил в Харьковский политехнический институт на отделение механики, где учился с большими перерывами, в связи с гражданской войной, и окончил его в 1925 году с дипломом инженера-механика по самолётостроению. Был активным участником Общества авиации и воздухоплавания Украины и Крыма (ОАВУК), где спроектировал и изготовил свои первые летательные аппараты — планеры «Бумеранг» и «Аист».
После чего работал инженером-конструктором в Харьковском отделении общества «Тепло и сила». Занимался конструированием и постройкой планёров.
Затем уехал в Москву. В 1929 году начал работать в конструкторском бюро на заводе «Десятилетие Октября», затем — инженером-конструктором и руководителем группы в ОПО-4 Авиатреста.
В 1936—1937 года он откомандирован в США на авиазаводы фирмы Douglas Aircraft, а после участвовал в освоении в СССР самолёта Ли-2.
С апреля по декабрь 1938 года он главный конструктор ОКБ-1 завода № 84. В марте 1939 года переведён на завод № 1 в ОКБ Н. Н. Поликарпова. М. И. Гуревич был одним из основателей созданного в декабре 1939 года Особого конструкторского отдела (ОКО) во главе с А. И. Микояном, став его заместителем.
В 1940 году А. И. Микоян и Гуревич создали истребитель МиГ-1 («Микоян и Гуревич»), а затем его модификацию МиГ-3. В 1940—1941 годах МиГ-3 строился большой серией и принимал участие в боях первого периода Великой Отечественной войны.
В 1940—1957 годах — зам. главного конструктора, в 1957—1964 годах главный конструктор в ОКБ Микояна. В годы войны участвовал в создании опытных самолётов, после войны — в разработке скоростных и сверхзвуковых фронтовых истребителей, многие из которых длительное время изготовлялись большими сериями и находились на вооружении ВВС СССР. Доктор технических наук (1964).
Скончался 25 ноября 1976 года. Похоронен в Ленинграде на Серафимовском кладбище (1-й вязовый участок).

## Награды и премии
- Герой Социалистического Труда (12 июля 1957).
- четыре ордена Ленина (31 декабря 1940, 3 февраля 1953, 20 апреля 1956, 12 июля 1957)
- два ордена Трудового Красного Знамени (2 июля 1945, 8 января 1963)
- орден Красной Звезды (8 сентября 1941)
- медали
- Ленинская премия (1963)
- Сталинская премия I степени (14 марта 1941) — за разработку новой конструкции самолёта
- Сталинская премия I степени (1947) — за разработку конструкции нового образца боевого самолёта
- Сталинская премия I степени (1948) — за создание нового типа боевого самолёта
- Сталинская премия II степени (1949) — за создание нового самолётного агрегата
- Сталинская премия I степени (1952) — за создание самолёта («МиГ-17»)
- Сталинская премия I степени (1953)